# Obermodern-Zutzendorf
Obermodern-Zutzendorf är en kommun i departementet Bas-Rhin i regionen Grand Est (tidigare regionen Alsace) i nordöstra Frankrike. Kommunen ligger i kantonen Bouxwiller som tillhör arrondissementet Saverne. År 2022 hade Obermodern-Zutzendorf 1 767 invånare.

## Befolkningsutveckling
Antalet invånare i kommunen Obermodern-Zutzendorf
| Referens: INSEE |